# Alex Maguire
Pour les articles homonymes, voir Maguire.
Alex Maguire, né le 6 janvier 1959 à Londres, est un pianiste et claviériste anglais connu pour ses collaborations avec des musiciens britanniques pratiquant le free jazz ainsi que pour ses connexions et affinités avec la Canterbury Scene. Il a joués et enregistré, entre autres, avec Elton Dean, Sean Bergin et Michael Moore et remplacé Dave Stewart aux claviers au sein de la reformation de Hatfield and the North, au début des années 2000.
Plus récemment, il s'est produit sur scène aux côtés du romancier Jonathan Coe et a fondé le trio douBt avec Michel Delville et Tony Bianco.
En 2010 Maguire a été nommé 2e meilleur pianiste électrique de l'année par l'Annual Jazz station Poll du critique et producteur brésilien Arnaldo DeSouteiro.

## Discographie sélective
- 1998 : Elton Dean's Newsense (SLAM)
- 1999 : Alex Maguire/Michael Moore, Mt. Olympus (Ramboy)
- 2004 : Psychic Warrior (Hux)
- 2004 : Pip Pyle's Bash, Belle Illusion (Cuneiform)
- 2006 : Sean Bergin's Song Mob, Fat Fish (DATA)
- 2007 : Wishful Thinking (Clean Feed)
- 2008 : Alex Maguire Sextet, Brewed in Belgium (Moonjune)
- 2012: douBt, Mercy, Pity, Peace & Love (Moonjune)